# علوم انسانی
علوم انسانی، مجموعه‌ای از رشته‌های دانشگاهی هستند که جنبه‌های مرتبط با ویژگی‌های تمدنی، جامعه‌ای، فرهنگی تاریخی و باستانی، ادبی و جغرافیایی انسان را مطالعه و آموزش می‌دهند.
علوم انسانی، شامل زبان‌های باستانی و مدرن، ادبیات، فلسفه، مذهب، هنر و موسیقی‌شناسی، جامعه‌شناسی، روان‌شناسی، زبان‌شناسی، مدیریت، اقتصاد، حقوق، علوم سیاسی و تاریخ و رشته‌های مرتبط دیگر می‌شود.

## مقدمه
در قرون وسطی، این اصطلاح در تقابل با الهیات قرار داشت و به طبقه‌ای از آموزش و تحصیل اشاره داشت که در دوران حاضر به عنوان محدوده اصلی مطالعات و آموزش‌های دانشگاهی است و جنبه سکولار (غیر دینی) دارند.
امروزه، علوم انسانی، بیشتر به علومی گفته می‌شود که در خارج از حیطه ریاضیات، علوم طبیعی و علوم حرفه‌ای قرار دارند.
دانشمندان علوم انسانی از روش‌هایی استفاده می‌برند که در درجه اول تحلیلی و نقادانه یا نظریه پردازانه هستند و مجهز به اجزا و ابزار مهمی در تاریخ بشری می‌باشند که از روش‌های عمدتاً مبتنی بر تجربه در علوم تجربی متمایز می‌شوند.
دانشمندان علوم انسانی، "humanity scholars" (دانشمندان علوم بشری) یا اُمانیست‌ها (انسان گراها) هستند. اصطلاح اُمانیست همچنین یک موضوع و رویکرد فلسفی را شرح می‌دهد که برخی دانشمندان «غیر بشرگرا» در علوم انسانی را شامل نمی‌شود.
دانشمندان و علما و هنرمندان رنسانس نیز اومانیست نامیده می‌شدند.
برخی از مکاتب و شاخه‌های ثانویه علوم انسانی، دارای کلاس‌هایی هستند که معمولاً متشکل از ادبیات انگلیسی، مطالعات جهانی و هنر می‌باشند.
در ایران این شاخه از علوم بر اساس تعریف آن بر اساس موضوع به دسته‌ای از علوم گفته می‌شود که به مسایلی چون جامعه، فرهنگ، زبان، رفتار و کنش انسان، و روان و اندیشهٔ افراد توجه دارد.
درعین‌حال، بسیاری از شاخه‌های علوم انسانی چون مدیریت، اقتصاد، حسابداری، جغرافیا و روان‌شناسی برای تجزیه و تحلیل از ریاضیات و برخی علم‌های تجربی همچون ریاضیات کاربردی (در مدیریت)، آمارِ کاربردی و تحلیل رگرسیون (اقتصاد و روان‌شناسی)، سامانه اطلاعات جغرافیایی و سیستم‌های راداری و سنجش از دور (در جغرافیا) و سایر روش‌های علوم تجربی استفاده می‌کنند.

## زمینه‌ها

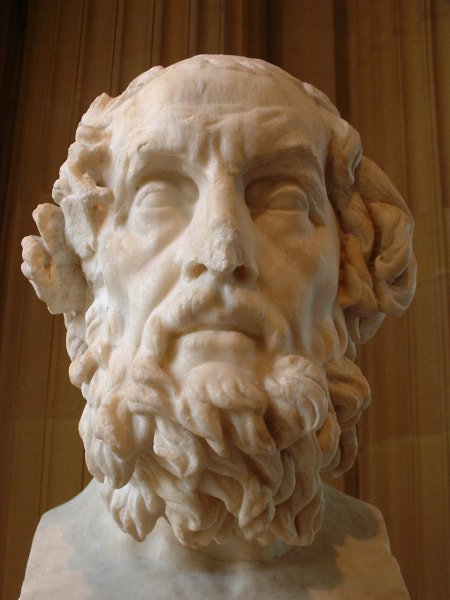
نمونه نیم تنه بالایی هرودوت اولین مورخ جهان (سده دوم میلادی) جز اولین دانشمندان جهان و یکی از پدران علوم انسانی جهان می باشد

### مردم‌شناسی
مردم‌شناسی علم جامع شناخت انسان هاست. علمی که کلیت وجود انسان را مد نظر دارد. علمی که در کنار و در تعامل با علوم اجتماعی، علوم انسانی و زیست‌شناسی به مطالعه رفتار و ماهیت انسان می‌پردازد. در قرن بیستم رشته‌های دانشگاهی به صورت عمده به سه حوزه اصلی تقسیم‌بندی شدند. علوم طبیعی که براساس قوانین عمومی و اصل تکرار پذیری مشاهدات به دنیا اثبات وقایع بودند. علوم انسانی که به شکل سنتی حوزه‌های مانند تاریخ، ادبیات، موسیقی و هنر را با تأکید بر ادراک افراد و رویدادهای خاصی و دسته‌بندی زمانی .. مورد مطالعه قرار می‌دهند؛ و علوم اجتماعی که عموماً سعی در ایجاد روش‌های علمی برای فهم پدیده‌های اجتماعی به صورت کلی را دارند؛ ولی این روش‌ها با آنچه که در مطالعات علوم طبیعی استفاده می‌شود، متفاوت است.
انسان‌شناسی به عنوان یکی از شاخه‌های علوم اجتماعی به جای اتکا به قوانین حاکم بر علوم تجربی (مانند فیزیک و شیمی) بیشتر مبتنی بر اصول استنتاجات توصیفی مانند آنچه که در روان‌شناسی استفاده می‌شود سعی در تبیین روابط و قواعد دارد. انسان‌شناسی را به دلیل تنوع و تعدد حوزه‌های آن نمی‌توان مانند رشته‌ای مانند مطالعات تاریخی در یک دسته‌بندی خاص محدود کرد.
در ایالات متحده انسان‌شناسی را به چهار زیر شاخه اصلی تقسیم شده است: باستان‌شناسی، انسان‌شناسی بیولوژیک، زبان‌شناسی - انسان‌شناسی و انسان‌شناسی فرهنگی.
اریک ولف انسان‌شناسی فرهنگی را «علمی‌ترین شاخه از علوم انسانی و انسانی‌ترین علوم» توصیف کرده است.
هدف انسان‌شناسی ارائه گزارش جامع از چیستی و ماهیت انسان است. این بدان معنا است که هر چند انسان شناسان به صورت تخصصی در یکی از حوزه‌های انسان‌شناسی فعالیت می‌کنند ولی باید همواره جنبه‌های زیستی، زبانی، تاریخی و فرهنگی را مدنظر داشته باشند. در مطالعات انسان‌شناسی که به عنوان یک علم در جوامع غربی مطرح شد برای پرهیز از مطالعه جامعه صنعتی و پیچیده، الگو و نمونه آماری تعاریف را بر اساس مدل‌های ساده‌تر جوامع بنا نمودند که در ادبیات انسان‌شناسی از آن به عنوان جامعه «بدوی» یاد می‌شود؛ که البته به معنی جامعه پست و فرومایه نیست و صرفاً منظور ساده بودن ساختار جامعه است. امروزه انسان شناسان از اصطلاحات جوامع «کمتر پیچیده» بیشتر استفاده می‌کنند.
در سطح بالاتر انسان شناسان با مطالعه دقیق چهار عامل اصلی زیستی، تاریخی، زبانی و فرهنگی؛ انسان‌شناسی را با رویکرد تکامل انسانی در قالب یک فرهنگ بزرگ و جهانی مد نظر دارند که جوامع مختلف به عنوان زیر فرهنگ‌ها و اجتماعات مختلف آن را تشکیل می‌دهند.

### باستان‌شناسی
در این وجه با مطالعه فعالیت‌های انسانی از طریق بازیابی و تجزیه و تحلیل فرهنگ مادی جوامع، انسان‌شناسی مورد مطالعه و ارزیابی قرار می‌گیرد. از مهم‌ترین شاخصه‌ها و سوابق مورد استناد در این زمینه می‌توان به آثار تاریخی، معماری، آثار زیستی و محیط زیستی و چشم‌اندازهای فرهنگی جوامع نام برد. البته باستان‌شناسی را هم می‌توان زیر شاخه ای از علوم انسانی و هم علوم اجتماعی دانست. باستان‌شناسی به عنوان شاخه ای از علوم انسان‌شناسی در اکثر کشورها دسته‌بندی می‌شود هر چند هم‌زمان در گروه مطالعات تاریخ نیز رکن اساسی دارد.

### کلاسیک
کلاسیک، در سنت دانشگاهی غربی، به مطالعات فرهنگ باستان کلاسیک، یعنی یونان باستان و لاتین و فرهنگ یونان باستان و روم اشاره دارد. مطالعات کلاسیک یکی از سنگ بنای علوم انسانی به حساب می‌آید. اما محبوبیت آن در قرن بیستم کاهش یافته است. با این وجود، تأثیر ایده‌های کلاسیک در بسیاری از رشته‌های علوم انسانی، مانند فلسفه و ادبیات، همچنان قدرتمند است.

### تاریخ
تاریخ به‌طور منظم اطلاعاتی را دربارهٔ گذشته جمع‌آوری می‌کند. تاریخچه وقتی به عنوان نام رشته تحصیلی مورد استفاده قرار می‌گیرد، به مطالعه و تفسیر سوابق انسان‌ها، جوامع، نهادها و هر موضوعی که با گذشت زمان تغییر کرده باشد اشاره دارد.
به‌طور سنتی، مطالعه تاریخ بخشی از علوم انسانی در نظر گرفته شده است. در آکادمی‌های مدرن، گاهی تاریخ به عنوان یک علم اجتماعی طبقه‌بندی می‌شود.

### زبان‌شناسی و زبان
مطالعه زبان یا زبان‌شناسی، به عنوان یکی از زیر شاخه‌های علوم انسانی از اهمیت ویژه ای برخوردار است و در قرن بیستم و بیست و یکم بخش قابل توجه ای از فعالیت‌های فلسفی به مبحث تحلیل زبان و این سؤال مبنایی که ویتگنشتاین مطرح کرد که بسیاری از سر درگمی‌های فلسفی ما ناشی نوع کاربرد ما از واژگان است؛ پرداخته شده است. در کنار این موضوع مبحث زبان‌شناسی تاریخی، پیشرفت و رشد جوامع را در طول زمان مورد مطالعه قرار می‌دهند و به تبعیت همین موضوع بسیاری از مطالعات ادبی در زمینه‌های مختلف مانند نثر و نظم و نمایشنامه و… آنها را به بطن برنامه درسی مدرن علوم انسانی قرار گرفته‌اند.

### قانون و سیاست
به‌طور معمول، منظور از قانون، حدودی است که توسط نهادهای قابل اجرا است (با قانون اخلاقی فرق دارد). مطالعه قانون به دیدگاه فردی وابسته است و در حد واسط علوم انسانی و علوم اجتماعی قابل تفسیر است. قانون همیشه قابل اجرا نیست، خصوصاً در حیطه روابط بین‌الملل. قانون می‌تواند سیستمی برای دسترسی به عدالت یا مرجع ای برای حمایت از منافع مردم و حتی ابزاری برای اعمال حاکمیت از طریق تهدید تحریم حمایت تعریف شود. از این رو می‌توان قوانین سیاسی را می‌توان تجلی عملی نظم و انضباط علوم انسانی در هر جامعه دانست که قیود و تمایلات اخلاقی، اقتصادی، حقوق مالکیتی، قانون کار، حقوق شرکت‌ها، سیستم بهره‌مندی و توزیع ثروت و.. در جامعه را نشان می‌دهد. قانون به لحاظ نوع کارکرد الزاماً همیشه در خدمت بهبودی سطح روابط اجتماعی نخواهد بود به عنوان مثال نظریه بالاک براین نکته صحه می‌گذارد که قانون برای ثروتمندان ابزار و راهنمایی است برای شناسایی راه‌های دور زدن قانون و رسیدن به مطلوب و اهداف شخصی.پارادایم فکری هر دوره ای دارای نظام واژگانی، مفاهیم، برنامه‌های سازمانی، شیوه‌های انجام استدلال و برهان‌های ویژه خاص خود است. این رویه در همهٔ حوزه‌ها جاری بود، علمای حقوق آنگاه که برای مخاطبان عمومی غیر متخصص می‌نوشتند تا آثار کوتاه تخصصی، آراء قضایی، رساله‌ها و آثار نظری رویکرد حقوقی قالب آن دوره دیده می‌شد. حقوقدانان هر دوره ای با بهره‌گیری از ظرفیت‌های فکری آن دوره نظام فکری پیشین را نقد کرده و مفهوم‌سازی جدیدی انجام می‌دادند و همهٔ حوزه‌های حقوق به‌طور اساسی مورد بازنگری و اصلاح قرار می‌گرفت.